# Trie-Château (fostă comună)

Trie-Château este o comună în departamentul Oise, Franța. În 1 ianuarie 2018 avea o populație de 1.610 de locuitori.